# Astragalus camelorum
Astragalus camelorum är en ärtväxtart som beskrevs av William Barbey. Astragalus camelorum ingår i släktet vedlar, och familjen ärtväxter. Inga underarter finns listade i Catalogue of Life.